# Reichsstraße 349
Die Reichsstraße 349 (R 349) war bis 1945 eine Staatsstraße des Deutschen Reichs, die vollständig auf bis 1939 tschechischem Gebiet lag. Die Straße nahm ihren Anfang in Písek (Pisek) an der damaligen Reichsstraße 95 und verlief auf der Trasse der heutigen Silnice I/29 und der Silnice I/19 nach Tábor (Tabor) und weiter über Chýnov (Cheinow), hinter dem die damalige Reichsstraße 370 abzweigte, Křelovice u Pelhřimova (Krelowitz; hier Kreuzung mit der damaligen Reichsstraße 369), Humpolec (Humpoletz, 1939 bis 1945 auch Gumpolds), folgte weiter der Trasse der heutigen Silnice I/34 über Havlíčkův Brod (Deutsch Brod), wo sie die ehemalige Reichsstraße 96 (heute Silnice I/38) kreuzte, nach Ždírec nad Doubravou (Zdiretz), wo die damalige Reichsstraße 367 (heute Silnice I/37) nach Norden abzweigte, Polička (Politschka), Svitavy (Zwittau, hier Kreuzung mit der damaligen Reichsstraße 116, heute Silnice I/43), weiter auf der heutigen Silnice I/43/ Dálnice 35 nach Mohelnice (Müglitz), wo die Reichsstraße 373 nach Olmütz abzweigte, und von dort bis zu ihrem Ende an der damaligen Reichsstraße 119 in Šternberk (Sternberg).
Ihre Gesamtlänge betrug rund 286 Kilometer.